# Роял Юнион Тюбиз-Брен
«Роял Юнион Тюбиз-Брен» (фр. Royal Union Tubize-Braine) — бельгийский футбольный клуб из города Тюбиз, выступающий во Втором дивизионе Бельгийской лиги. Домашние матчи проводит на стадионе «Лебартон», вмещающем 8 000 зрителей.

## История
Основан в 1989 году как ФК «Тюбиз». Победа в плей-офф Эрсте Лиги 2007/08 позволила выступать в элите в сезоне 2008/09. По итогам сезона клуб занял 17-е место из 18 участников и выбыл обратно во второй дивизион. В 2021 году клуб объединился с соседним «Стад Брен» из Брен-ле-Конт, чтобы сформировать «Тюбиз-Брен», который получил новый логотип и смену цветов: от кроваво-красного и золотого до белого и золотого.

## Достижения
Эрсте Лига: 
- Серебряный призёр (1): 2007/08

## Известные игроки
- Грегори Дюфер
- Ромен Бейнье
- Валерий Сорокин
- Квинтон Форчун
- Эден Азар
- Торган Азар